# Saxofoonconcert nr. 1 (Koppel)
Anders Koppel componeerde zijn Concerto nr. 1 voor saxofoon en orkest in 1992; in 2004 reviseerde hij het werk tot de huidige compositie van circa 30 minuten.

## Compositie
De compositie bestaat uit drie delen:
1. Andante - Largo - Andante;
2. Adagio - Moderato - Tranquillo;
3. Moderato - Andante - Allegro moderato.

Door de indeling van de compositie, manier van uitvoering en de positionering van de saxofoon tegenover het orkest is duidelijk sprake van een klassiek concert. Echter door als soloinstrument een saxofoon te nemen, klinkt het ook meteen als jazz; het lijkt daarbij op de muziek van George Gershwin. Toch zijn de structuren duidelijk klassiek: saxofoon tegenover orkest; soli en cadenzas. De cadenzas zijn daarbij wel zeer klassiek; een mix van geschreven en geïmproviseerde muziek geeft de solist de gelegenheid zijn/haar virtuositeit te laten horen, zoals de cadenzas ooit bedoeld waren.
   
Bijna alle delen hebben een langzaam tempo als basis; echter de muziek komt als haastig over; behalve in deel (2); het is het rustige deel, totdat op het eind van dat deel een rockritme wordt toegepast (met slagwerk en al); een invloed uit zijn tijd bij Savage Rose. Dit rockritme komt ook nog terug in deel (3). Het besluit van het werk, nadat het rockritme is verlaten, is een eindspurt, waarin melodie en techniek perfect op elkaar zijn afgestemd en naar een climax toesnellen.
Wat de compositie bijzonder maakt, is dat het voor twee instrumenten is geschreven. Deel (1) moet uitgevoerd worden op de sopraansaxofoon, dat instrument heeft een zweverige ijle toon, haast klassiek; terwijl de delen (2) en (3) uitgevoerd moeten worden op de altsaxofoon; die een stuk "aardser" en robuuster klinkt dan de sopraansax, meer jazzy.